# The Mowgli's
 (juillet 2019).
The Mowgli's est un groupe de rock alternatif américain, originaire du comté de Los Angeles, en Californie.

## Discographie
| Année de sortie | Titre                    |
| --------------- | ------------------------ |
| 2012            | Sound the Drum           |
| 2013            | Waiting for the Dawn     |
| 2015            | Kids in Love             |
| 2016            | Where'd Your Weekend Go? |

### EP
- Dizzyonatightrope 2020